# Överskälby
Överskälby este o arie protejată (arie specială de conservare — SAC, sit de importanță comunitară — SCI) din Suedia întinsă pe o suprafață de 0,05 ha, integral pe uscat.

## Localizare
Centrul sitului Överskälby este situat la coordonatele 59°31′04″N 16°06′41″E / 59.5179°N 16.1115°E.

## Înființare
Situl Överskälby a fost declarat sit de importanță comunitară în decembrie 1998 pentru a proteja 1 specie de animale. Situl a fost protejat și ca arie specială de conservare în martie 2011.

## Biodiversitate
Situată în ecoregiunea boreală, aria protejată nu include niciun habitat protejat.
La baza desemnării sitului se află o specie protejată de  amfibieni: triton cu creastă (Triturus cristatus).